# 东马派
东马派（希伯來語：‎；鄂圖曼土耳其語：‎），是在奥斯曼帝国公开皈依伊斯兰教但仍秘密保持犹太教和卡巴拉信仰，追随沙巴泰运动的秘密犹太人群体。运动主要以塞萨洛尼基为中心。东马派起源于17世纪世纪，赛法蒂犹太人拉比沙巴泰·泽维自称为弥赛亚，在穆罕默德四世以死亡为威胁下，佯装皈依伊斯兰教。之后，一些沙巴泰运动的犹太人也宣称皈依伊斯兰教，从而成为东马派。